# Sächsische V T
| K.Sächs.Sts.E.B. - Gattung V T DR-Baureihe 89.2 / 89.82 | K.Sächs.Sts.E.B. - Gattung V T DR-Baureihe 89.2 / 89.82           | K.Sächs.Sts.E.B. - Gattung V T DR-Baureihe 89.2 / 89.82           | K.Sächs.Sts.E.B. - Gattung V T DR-Baureihe 89.2 / 89.82           | K.Sächs.Sts.E.B. - Gattung V T DR-Baureihe 89.2 / 89.82           | K.Sächs.Sts.E.B. - Gattung V T DR-Baureihe 89.2 / 89.82           |
| ------------------------------------------------------- | ----------------------------------------------------------------- | ----------------------------------------------------------------- | ----------------------------------------------------------------- | ----------------------------------------------------------------- | ----------------------------------------------------------------- |
| Lokomotive Nr. 616 „BERGGEIST“ von 1878                 |                                                                   |                                                                   |                                                                   |                                                                   |                                                                   |
| Hersteller:                                             | Sächsische Maschinenfabrik, Chemnitz                              | Sächsische Maschinenfabrik, Chemnitz                              | Sächsische Maschinenfabrik, Chemnitz                              | Sächsische Maschinenfabrik, Chemnitz                              | Sächsische Maschinenfabrik, Chemnitz                              |
| Bauform:                                                | 1                                                                 | 2                                                                 | 3                                                                 | 4                                                                 | 5                                                                 |
| Baujahre:                                               | 1872–1877                                                         | 1883–1892                                                         | 1895–1901                                                         | 1914–1919                                                         | 1920                                                              |
| Nummerierung:                                           | 1541–1570 89 8201–8215                                            | 1574–1591 89 8251–8267                                            | 1592–1674 89 8216–8221 89 201–269                                 | 1675–1690 89 281–294                                              | 1691 89 295                                                       |
| Ausmusterung:                                           | bis 1933                                                          | bis 1927                                                          | bis 1967                                                          | bis 1967                                                          | 1951                                                              |
| Anzahl:                                                 | 30                                                                | 18                                                                | 83                                                                | 16                                                                | 1                                                                 |
| Bauart:                                                 | C n2t                                                             | C n2t                                                             | C n2t                                                             | C n2t                                                             | C n2t                                                             |
| Spurweite:                                              | 1.435 mm                                                          | 1.435 mm                                                          | 1.435 mm                                                          | 1.435 mm                                                          | 1.435 mm                                                          |
| Länge über Puffer:                                      | 9.276 mm 9.356 mm                                                 | ca. 9.587 mm                                                      | 9.635 mm                                                          | 9.680 mm 9.825 mm                                                 | k. A.                                                             |
| Leermasse:                                              | 31,7 t – 35,1 t                                                   | 34,7                                                              | 33,1 t                                                            | 38,2/38,3 t                                                       | 37,4 t                                                            |
| Reibungsmasse:                                          | 40,6 t – 45 t                                                     | 43,0                                                              | 42,0 t                                                            | 48,0/48,8 t                                                       | 47,3 t                                                            |
| Dienstmasse:                                            | 40,6 t – 45 t                                                     | 43,0                                                              | 42,0 t                                                            | 48,0/48,8 t                                                       | 47,3 t                                                            |
| Achsfahrmasse:                                          | 13,5 t – 15 t                                                     | 14,3 t                                                            | 14 t                                                              | 16,0/16,3 t                                                       | 15,8 t                                                            |
| Höchstgeschwindigkeit:                                  | 40 km/h                                                           | 40 km/h                                                           | 40 km/h                                                           | 50 km/h                                                           | 50 km/h                                                           |
| indizierte Leistung:                                    | k. A.                                                             | k. A.                                                             | k. A.                                                             | k. A.                                                             | k. A.                                                             |
| Treibraddurchmesser:                                    | 1.390 mm                                                          | 1.390 mm                                                          | 1.260 mm                                                          | 1.260 mm                                                          | 1.260 mm                                                          |
| Steuerungsart:                                          | Allan (innenliegend)                                              | Allan (innenliegend)                                              | Allan (innenliegend)                                              | Allan (innenliegend)                                              | Allan (innenliegend)                                              |
| Zylinderdurchmesser:                                    | 406 mm                                                            | 457 mm                                                            | 400/430 mm                                                        | 430 mm                                                            | 430 mm                                                            |
| Kolbenhub:                                              | 610 mm                                                            | 610 mm                                                            | 600 mm                                                            | 600 mm                                                            | 600 mm                                                            |
| Kesseldruck:                                            | 8,5 bar                                                           | 10 bar                                                            | 12 bar                                                            | 12 bar                                                            | 12 bar                                                            |
| Anzahl der Heizrohre:                                   | 186                                                               | 186                                                               | 158                                                               | 235                                                               | 187                                                               |
| Heizrohrlänge:                                          | 4.080 mm                                                          | 4.080 mm                                                          | 3.730 mm                                                          | 3.170 m                                                           | 2.900 mm                                                          |
| Rostfläche:                                             | 1,4 m²                                                            | 1,4 m²                                                            | 1,3 m²                                                            | 1,5 m²                                                            | 1,2 m²                                                            |
| Strahlungsheizfläche:                                   | 6,8 m²                                                            | 6,8 m²                                                            | 7,0 m²                                                            | 8,6 m²                                                            | 8,0 m²                                                            |
| Rohrheizfläche:                                         | 95,4 m²                                                           | 95,4 m²                                                           | 74,1 m²                                                           | 93,6 m²                                                           | 69,0 m²                                                           |
| Verdampfungsheizfläche:                                 | 102,2 m²                                                          | 102,2 m²                                                          | 81,1 m²                                                           | 102,2 m²                                                          | 77,0 m²                                                           |
| Lokbremse:                                              | Schraubenbremse Wurfhebelbremse (ab 1884)                         | Schraubenbremse Wurfhebelbremse (ab 1884)                         | Schraubenbremse Wurfhebelbremse (ab 1884)                         | Schraubenbremse Wurfhebelbremse (ab 1884)                         | Schraubenbremse Wurfhebelbremse (ab 1884)                         |
| Zugbremse:                                              | Westinghouse-Druckluftbremse (nachgerüstet) z. T. Heberleinbremse | Westinghouse-Druckluftbremse (nachgerüstet) z. T. Heberleinbremse | Westinghouse-Druckluftbremse (nachgerüstet) z. T. Heberleinbremse | Westinghouse-Druckluftbremse (nachgerüstet) z. T. Heberleinbremse | Westinghouse-Druckluftbremse (nachgerüstet) z. T. Heberleinbremse |

in der sächsischen Gattung V T haben die Königlich Sächsischen Staatseisenbahnen dreifach-gekuppelte laufachslose Tenderlokomotiven für den leichten Güterzugdienst und den Rangierdienst geführt. Die Deutsche Reichsbahn ordnete die Lokomotiven ab 1925 in die Baureihen 89.2 und 89.82 ein.

## Geschichte
Zwischen 1872 und 1919 entstanden insgesamt 154 Lokomotiven der Gattung V T. Im Laufe dieses Zeitraums gab es umfangreiche Änderungen an der Konstruktion. Sämtliche Lokomotiven stellte die Sächsischen Maschinenfabrik in Chemnitz her.

### Bauform 1, Baujahre 1872 bis 1878
Die ersten V T hatten einen sehr hohen Dampfdom mit kugliger Decke und fielen durch Wasserkästen auf, die bis zur vorderen Pufferbohle reichten. Sie hatten 1.400 mm Kuppelraddurchmesser; die Achslast lag bei 14 t; der Kesseldruck betrug 10 bar.
Die Deutsche Reichsbahn ordnete 1923 bzw. 1925 noch 14 dieser Lokomotiven in die Baureihe 89.82 ein. Neun Maschinen aus den Jahren 1872–1874 erhielten die Nummern 89 8201 – 8209, sechs aus den Jahren 1877/78 erhielten die Nummern 89 8210 – 8215.

### Bauform 2, Baujahre 1884 bis 1892
Diese Ausführung der V T hatte Kuppelradsätze mit 1.240 mm Durchmesser, einen Dom mit einer flachen Decke, ein etwas höheres Führerhaus und kürzere Wasserkästen. Der Kesseldruck lag weiterhin bei 10 bar.
Die Deutsche Reichsbahn wies im Jahr 1925 den 17 noch bei der Staatsbahn vorhandenen Lokomotiven die Nummern 89 8251 bis 8267 zu.

### Bauform 3, Baujahre 1895 bis 1901

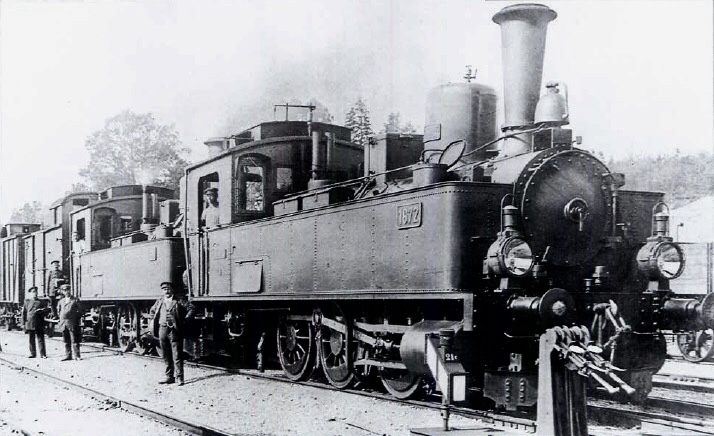
Sächsische V T der dritten Bauform im Streckendienst mit Vorspann (vor 1925)

Diese Serie der V T unterschied sich deutlich von den älteren Lokomotiven. Der Treibraddurchmesser betrug jetzt 1.260 mm, gegenüber der Bauform 1 und 2 mit 1.420 mm, und die Führerhausrückwand war im unteren Bereich etwas eingezogen. Der Kesseldruck wurde auf 12 bar angehoben.
Sechs Lokomotiven aus dem Jahr 1895 wurden von der Deutschen Reichsbahn noch in die Baureihe 89.82 mit den Nummern 89 8215 – 8221 eingeordnet. Diese Lokomotiven wurden bis 1933 ausgemustert. Die 69 neueren, noch nicht zur Ausmusterung vorgesehenen Maschinen kamen wie die Bauart 1914–1919 in die Baureihe 89.2 und erhielten die Nummern 89 201 – 269. Eine weitere wurde 1940 von der Oberhohndorf-Reinsdorfer Kohlenbahn übernommen (89 268").

### Bauform 4, Baujahre 1914 bis 1919
Die zwischen 1914 und 1919 gebauten V T unterschieden sich von den Vorgängern durch einen Kuppelraddurchmesser von 1.260 mm, einen hinter dem Führerhaus angeordneten Kohlenkasten und eine um 450 mm angehobene Kesselmitte, was die Lokomotiven gegenüber den älteren Varianten deutlich moderner aussehen ließ. Die Lokomotiven von 1914 besaßen Übergangseinrichtungen zum Zug, weshalb sie mit Türen in der Führerstandsfrontwänden und schmalen Wasserkästen ausgestattet waren. Die Lokomotiven aus dem Jahr 1919 hatten etwas größere Achsstände und höhere, dafür aber vorne abgeschrägte Wasserkästen.
Die Deutsche Reichsbahn reihte die Lokomotiven in die Baureihe 89.2 ein. Vier Lokomotiven der Ausführung von 1914 bekamen die Nummern 89 281 – 284. Das Baulos 1919 mit zehn Lokomotiven wurde komplett als Nr. 89 285 – 294 übernommen.
25 Lokomotiven der Baureihe 89.2 überstanden den Zweiten Weltkrieg und waren bei der DR noch bis in die 1960er Jahre im Rangierdienst anzutreffen.

### Bauform 5, Baujahr 1920
Ein weiteres Exemplar entstand auf der Grundlage eines für die Türkische Staatsbahn (TCDD) gefertigten Kessels, der wegen des Ersten Weltkriegs nicht ausgeliefert werden konnte. So wurde mit diesem Kessel eine weitere Lokomotive für die sächsische Staatsbahn komplettiert, welche 1920 die Bahnnummer 1691 erhielt. Die Lokomotive ähnelte weitgehend der Bauart 1919, besaß aber einen deutlich kleineren Belpaire-Kessel. Im Jahr 1925 erhielt sie die Betriebsnummer 89 295. Das Einzelstück kam zunächst im Leipziger Raum zum Einsatz und wurde später an das Stahlwerk Brüx als Werklokomotive verliehen. Vermutlich verblieb sie nach dem Zweiten Weltkrieg dort.

## Technische Merkmale
Trotz des sehr langen Bauzeitraums von fast einem halben Jahrhundert blieben die wesentlichen Merkmale der Lokomotiven gleich. Eine Weiterentwicklung gab es vor allem bei der Bauart des Kessels. Wurden anfangs Belpaire-Kessel verwandt, so kamen später auch Crampton-Kessel zum Einbau. Besonderes Merkmal der frühen Bauarten war vor allem der hohe halbkugelige Dampfdom.
Zur Kesselspeisung dienten stets Injektoren, anfangs der Bauart Schau, später Bauart Strube und Bauart Wintzer. Das letzte Baulos erhielt Friedmann-Injektoren.
Die Dampfmaschine war als Zweizylindertriebwerk mit einfacher Dampfdehnung ausgeführt. Angetrieben wurde die mittlere Kuppelachse. Gemeinsames Merkmal aller gebauten Lokomotiven war die innenliegende Allansteuerung mit Flachschiebern, die auch noch bei der 1920 gebauten Lokomotive realisiert wurde. Die Achsen sind im Rahmen starr gelagert, wegen des geringen Achsstandes konnte auf die Schwächung des Spurkranzes an der Treibachse verzichtet werden.
Die Fahrzeuge der ersten Baulose erhielten eine damals übliche Schraubenbremse, ergänzt durch eine Einrichtung zum Gegendampfgeben. Einige Lokomotiven erhielten auch Heberleinbremsen für den Zug. Später wurden die Lokomotiven mit Westinghouse-Druckluftbremsen ausgerüstet, die aber ebenso nur als Zugbremse fungierten.